# Chrysotus shannoni
Chrysotus shannoni är en tvåvingeart som beskrevs av Van Duzee 1930. Chrysotus shannoni ingår i släktet Chrysotus och familjen styltflugor.
Artens utbredningsområde är Peru. Inga underarter finns listade i Catalogue of Life.